# Karcsa
Karcsa ist eine Gemeinde (ungarisch község) im Nordosten von Ungarn im Kreis Cigánd, der zum Komitat Borsod-Abaúj-Zemplén gehört. Die Gemeinde mit 1820 Einwohnern (Stand 2015) an der Grenze zur Slowakei ist für eine romanische Kirche bekannt, die der reformierten Glaubensgemeinschaft gehört. Die im 11. Jahrhundert erbaute Rundkirche mit ursprünglich sechs Konchen wurde Anfang des 13. Jahrhunderts um ein Kirchenschiff erweitert und 1970 restauriert.

## Lage und Verkehr

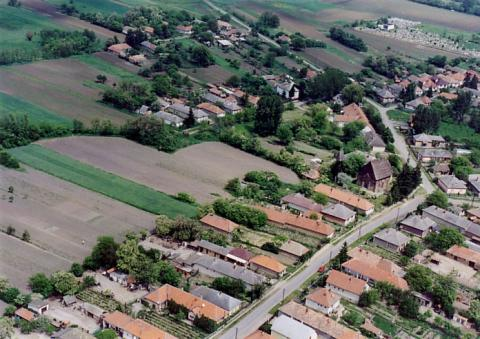
Typische Wohnhäuser mit den Giebeln zur Straße auf langgestreckten Grundstücken

Karcsa liegt in der Großregion Nordungarn südlich des Flusses Bodrog und nördlich der Theiß, die in den Waldkarpaten entspringt und Nordungarn von Osten nach Westen durchquert. Die geographische Region zwischen beiden Flüssen wird Bodrogköz genannt. Das Gebiet, das auch auf slowakischer Seite hauptsächlich von Magyaren bewohnt wird, ist weitgehend flach bis leicht hügelig, ähnlich der östlich angrenzenden Großen Tiefebene, der auch die 96 Meter Meereshöhe des Ortes ungefähr entsprechen. Der Karcsa-Kanal (Karcsa-csatorna) fließt von Norden durch die Ortsmitte, wo er an einem Damm aufgestaut wird, nach Süden bis in die Theiß. Der rund 2,5 Kilometer lange Karcsa-Stausee ist ein ökologisch wertvolles Gebiet für Vögel und Fische. Beim Nordende des Sees, 3 Kilometer von Karcsa entfernt, verläuft die slowakische Grenze. Ein größeres Feuchtgebiet ist das Naturschutzgebiet Tiszatelek-Tiszaberceli am Ufer der Theiß, benannt nach dem Dorf Tiszatelek (Tiszatelek-Tiszaberceli Ártér Természetvédelmi Terület) einige Kilometer südlich von Karcsa. Ansonsten ist die Umgebung von unregelmäßig angelegten, meist kleinparzellierten Feldern und wenigen kleinen Waldinseln geprägt.
Die nächstgelegene Stadt ist Sárospatak im Westen am Ufer des Bodrog. Die 20 Kilometer lange Nebenstrecke (Landstraße Nr. 3805) von Sárospatak verläuft durch die Dörfer Vajdácska und Karos (an der Landstraße 381), sechs Kilometer von Karcsa entfernt. Diese Straße führt nach Nordosten zum drei Kilometer entfernten Nachbardorf Pácin (mit einem Burgschloss im Stil der Spätrenaissance an der Straße) und nach Nagyrozvágy (insgesamt zehn Kilometer). Straßen in andere Richtungen gibt es nicht. Weitere Nachbarorte sind Bodroghalom (elf Kilometer westlich) und Alsóberecki (elf Kilometer nordwestlich).
Mehrmals täglich verkehrt ein Bus von Sárospatak teilweise mit einem Umweg über Alsóberecki nach Karcsa und weiter bis Nagyrozvágy. Eine weitere Busverbindung existiert zur etwa 20 Kilometer entfernten Stadt Sátoraljaújhely. Das abgelegene Karcsa ist nicht an das Eisenbahnnetz angeschlossen.

## Geschichte
Aus dem 11. Jahrhundert liegen keine schriftlichen Quellen vor. Im 12. Jahrhundert erwähnt Papst Urban III. in einem Dokument vom 22. Juni 1187, in welchem er den Mitte des 12. Jahrhunderts gegründeten Ritterorden des heiligen Johannes in Ungarn unter seine Oberhoheit stellt, erstmals die Kirche. Demnach unterstand die Ecclesia S. Margarethae de Charca dem Ordenszentrum in Esztergom und die Gemeinde Karcsa dürfte zum ältesten Landbesitz des Ordens gehört haben. In einem 1238 datierten Dokument bestätigt König Béla IV. die Zugehörigkeit der Ländereien von Karcsa und das „Karcsa-Kloster“ (monasterii de Harcha) zu den Besitztümern des Ritterordens. Einem Dokument von 1282 zufolge verkaufte ein Großmeister des Haupthauses in Esztergom namens Dominik seinen Anteil an den Ländereien von „Carcha“ für sechs Silbermark an den Grafen Thomas, der zur Baksa-Familie gehörte. Über ein Kloster der Baksa-Familie, in dessen Zentrum die Kirche von Karca stand, ist ansonsten nichts bekannt.

## Ortsbild

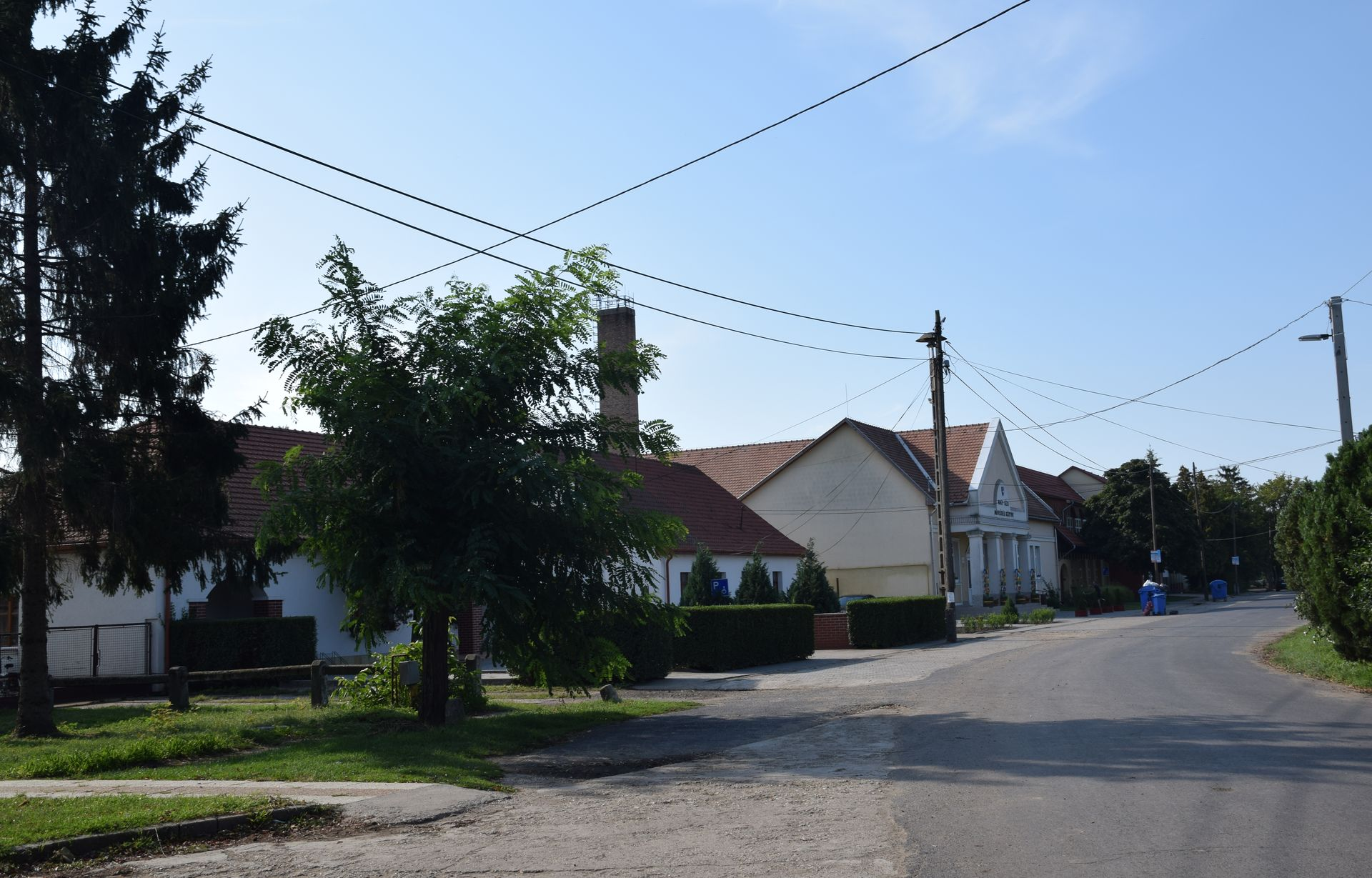
Szabadság utca von der zentralen Kreuzung nach Süden

Die Gemeindefläche beträgt 4370 Hektar und die 1820 Einwohner des Jahres 2015 leben in 659 Wohnungen. Im Jahr 1960 lag die Einwohnerzahl noch bei 2640. Karcsa ist ein weitläufiges Haufendorf mit der zentralen Kreuzung an der Durchgangsstraße Petőfi Sándor utca, von der die Szabadság utca nach Süden und die Táncsics utca nach Norden abgeht. Hier wird der Karcsa-Kanal gestaut. In der Nähe dieser Kreuzung befinden sich eine Bushaltestelle, ein Lebensmittelladen, ein Restaurant und ein Postamt. Die Gemeindeverwaltung (Polgármesteri Hivatal) ist in einem Neubau 200 Meter westlich an der Durchgangsstraße untergebracht. Die Wohnhäuser stehen zum Teil nach traditionellem Bauplan mit dem Giebel zur Straße auf langrechteckigen Grundstücken, in deren hinterem Bereich Gemüse und Obstbäume gedeihen. Andere Wohnhäuser kleinstädtischen Typs wurden nach der Mitte des 20. Jahrhunderts erbaut.
Die reformierte Kirche befindet sich rund 300 Meter nördlich der Kreuzung. Ferner gibt es in Karcsa ein Heimatmuseum (tájház), eine römisch-katholische Kirche (Avilai Szent Teréz) und im zwei Kilometer nordwestlich an der Straße 381 gelegenen Ortsteil Becskedtanya mit gut 50 Häusern eine römisch-katholische Kapelle (Kisboldogasszony).

## Reformierte Kirche
Die reformierte Dorfkirche von Karcsa (Karcsai református templom) gehört zu den ungewöhnlichsten romanischen Gebäuden in Ungarn und ist das bedeutendste Kunstdenkmal in der Umgebung von Sárospatak. Die in der zweiten Hälfte des 11. Jahrhunderts von einem Fürsten gestiftete Sippenkirche war ursprünglich eine Rundkirche mit einem Sechspass-Grundplan im Innern. Hiervon sind drei Konchen übriggeblieben, die den Chor eines später angebauten Kirchenschiffs bilden.
Im 10. und 11. Jahrhundert entstanden im östlichen Europa zahlreiche Rundkirchen, vor allem in Polen, Böhmen und im einst größeren Ungarn bis nach Siebenbürgen. Der Bau christlicher Kirchen in Ungarn insgesamt hängt mit der Ausbreitung des Katholizismus von Westeuropa während der Dynastie der Árpáden zusammen, nachdem Stephan I. (reg. 1000–1038) der erste christliche König seines Landes geworden war und die Missionierung förderte. Die zwischen dem 11. und 13. Jahrhundert in Ungarn entstandenen romanischen und frühgotischen Kirchen werden von Kunsthistorikern dem Zeitalter der Árpád-Dynastie zugeordnet.

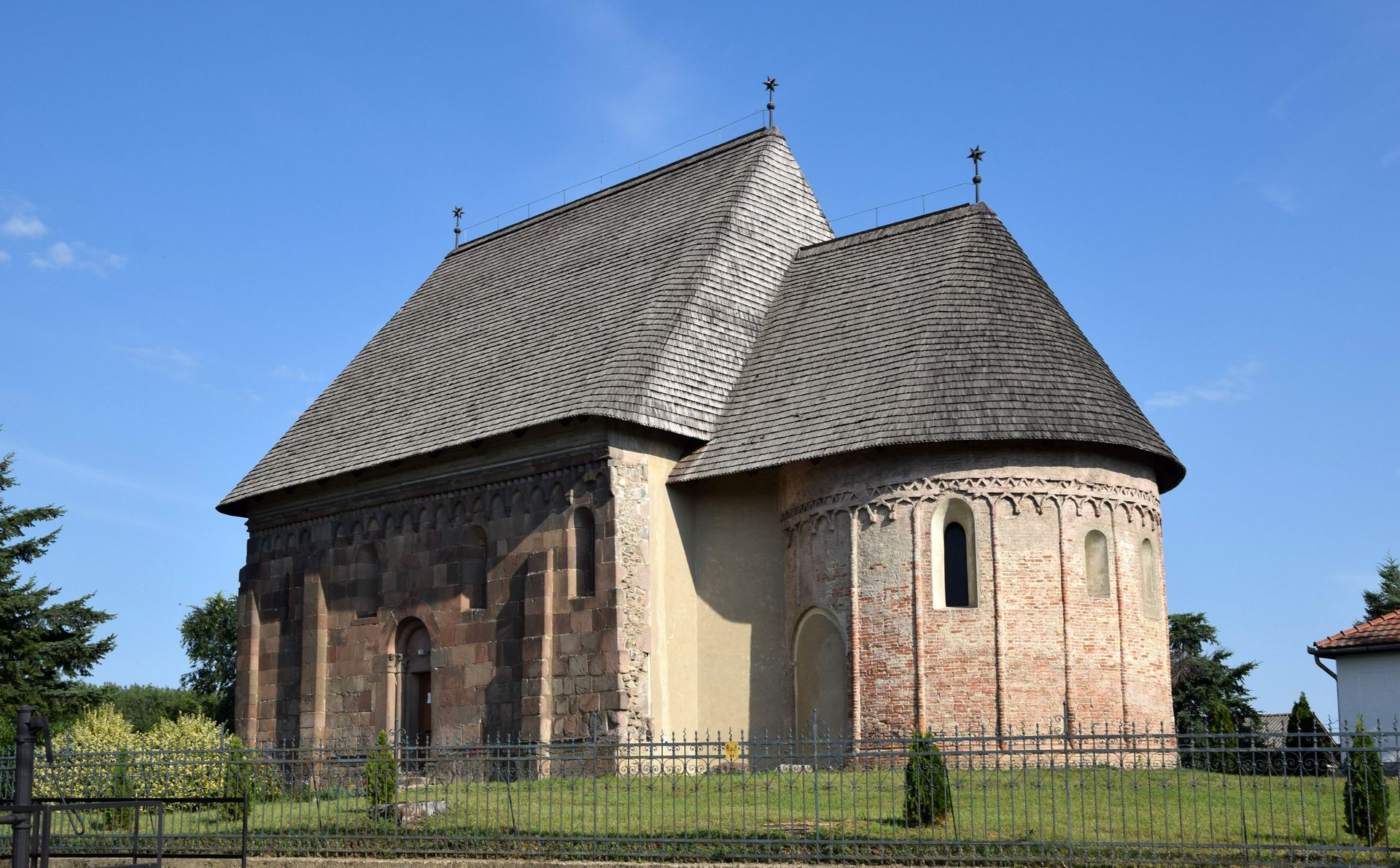
Chor und Kirchenschiff von Nordosten

Im Mittelalter, vom 11. Jahrhundert bis zur Mitte des 13. Jahrhunderts, bildeten dörfliche Rundkirchen in Ungarn eine Sonderform der ansonsten dreiteiligen Sippenkirchen der Kleinadligen, die aus einem Langhaus mit einem Chor im Osten und einem angebauten Turm im Westen bestehen. Die Vorbilder der dörflichen Rundkirchen waren meist Palastkapellen, die wiederum letztlich auf die karolingische Pfalzkapelle im Aachener Dom zurückgehen. Die älteste ungarische Rundkirche, die möglicherweise als direktes Vorbild der späteren diente, ist die Palastkapelle von Fürst Géza (reg. 971–997) in Esztergom, die 970 bis 990 erbaut wurde.
Die mittelalterlichen ungarischen Rundkirchen, von denen es einst über 60 gab, bilden nach ihrem Grundriss zwei verschiedene Typen. Überwiegend westlich der Donau entstanden unter böhmischem und mährischem Einfluss innen und außen annähernd kreisrunde Kirchengebäude, von denen die Rundkirche von Öskü, die Sankt-Anna-Rundkirche von Kallósd (Ende 13. Jahrhundert, mit halbrunder Apsis im Osten und ringsum Wandnischen) sowie außerhalb Ungarns die Rotunde St. Katharina in Znojmo (Tschechien), die Georgs-Rotunde von Skalica (Slowakei), die Margaretakirche von Šivetice (Slowakei) und die Sankt-Nikolai-Kirche in Selo (Slowenien, 13. Jahrhundert) erhalten geblieben sind.
Die ursprüngliche Rundkirche von Karcsa repräsentiert den zweiten Typ von Zentralbauten östlich der Donau, deren als Vierpass- oder Sechspassanlage gestalteter Innenraum mutmaßlich von armenischen Vorbildern beeinflusst wurde. Zu diesem Typ gehören des Weiteren die Dorfkirchen von Pápoc (bei Sárvár, um 1220) und die Pfarrkirche von Kiszombor (11. Jahrhundert), die neben Karcsa als einzige Rundkirche in Ungarn mit einem Sechspassgrundriss geplant wurde und erhalten blieb. In der früheren ungarischen Gemeinde Gerény (heute ein Teil von Uschhorod, Ukraine) ist eine griechisch-katholische Rundkirche aus dem 11./12. Jahrhundert, die ursprünglich sechs halbrunde Nischen besaß, als Altarraum eines später angebauten rechteckigen Kirchenschiffs erhalten. Sie stellt eine der wenigen weiteren Parallelen zur Kirche von Karcsa auf dem Gebiet des mittelalterlichen Ungarn dar.
Eine Besonderheit prägt die Rundkirche von Szalonna im Nordosten Ungarns vom Ende des 11. Jahrhunderts, die eine nach außen gebaute halbkreisförmige Apsis besitzt. Ihre Entwicklung lässt sich mit derjenigen von Karcsa vergleichen, denn die bald zu klein gewordene Kirche wurde Ende des 13. Jahrhunderts im Westen um einen wesentlich größeren rechteckigen Saal erweitert und von der Rundkirche blieb ein Dreikonchenchor erhalten.
Die Rundkirche mit ihrem Sechspass-Grundplan wurde von einem offenbar mächtigen Fürsten gestiftet und könnte die Pfalzkapelle in Sárospatak zum Vorbild gehabt haben. Die Architektur verweist mutmaßlich auf armenische Vorläufer. In Armenien wurden ab dem 7. Jahrhundert Zentralbauten mit vier bis acht Konchen in der Nachfolge der Rundkirche von Zoravar errichtet. Es gibt im Kaukasus ebenso einige zeitgenössisch zu den ungarischen entstandene Rundkirchen und ihr Einfluss ist auch vereinzelt in anderen osteuropäischen Nachbarländern erkennbar. Da architektonische Parallelen zu städtischen Kirchen in Ungarn fehlen, sind keine Spekulationen über die eventuell vorhandene symbolische Bedeutung der Sechskonchenanlage von Karcsa möglich. Weder die Stileinflüsse aus dem Westen noch aus dem Osten wurden bei den romanischen Kirchen Ungarns ungefiltert übernommen. Erzsébet Tompos (1978) weist darauf hin, dass alle Konchen bei den armenischen Zentralbauten üblicherweise gleich groß waren, während in Kiszombor und Karcsa die östlichen Konchen etwas weiter in die Außenmauer eingetieft sind, was auch auf georgische Vorbilder verweisen könnte.

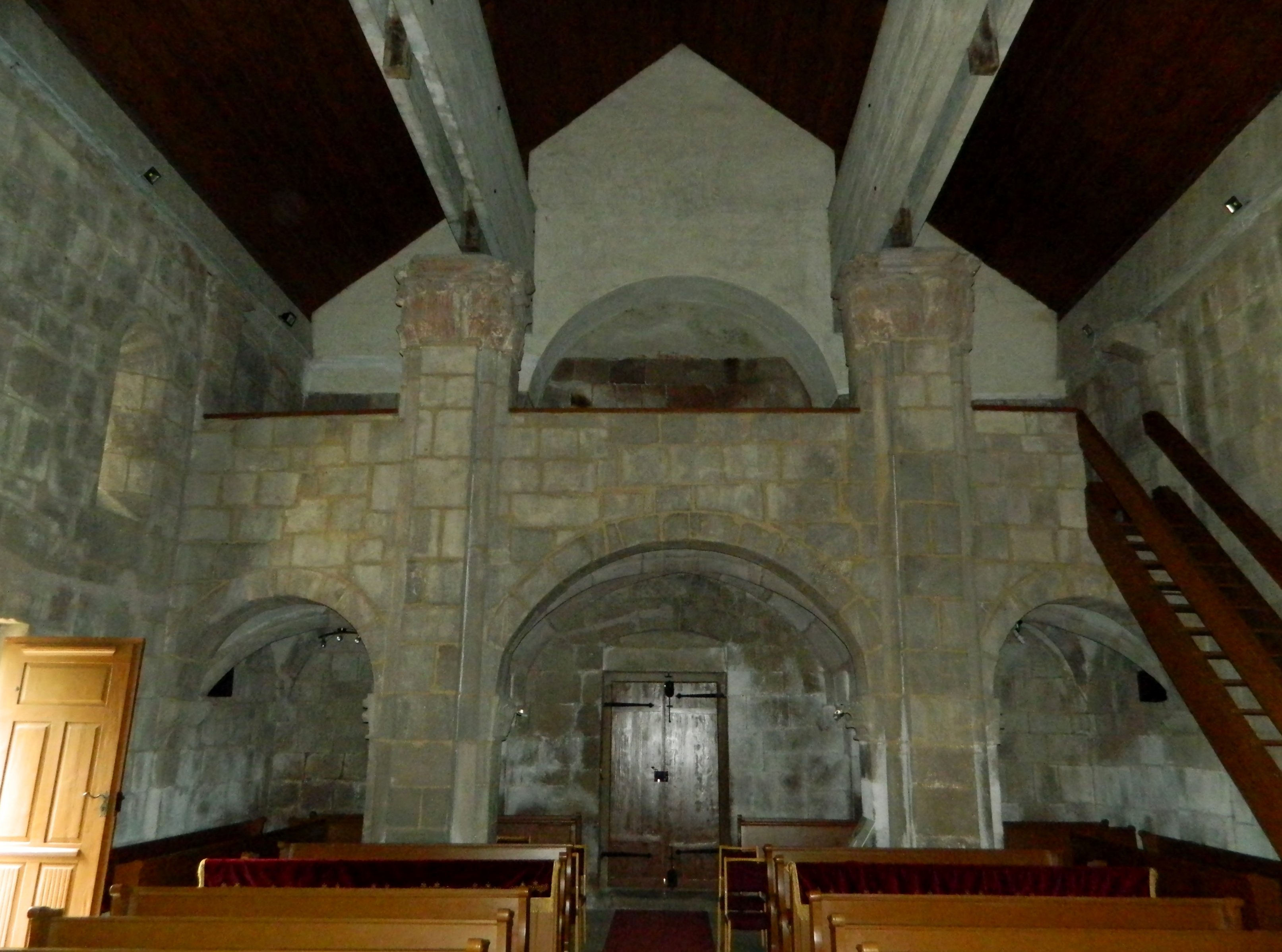
Kirchenschiff und Herrschaftsempore an der Westseite

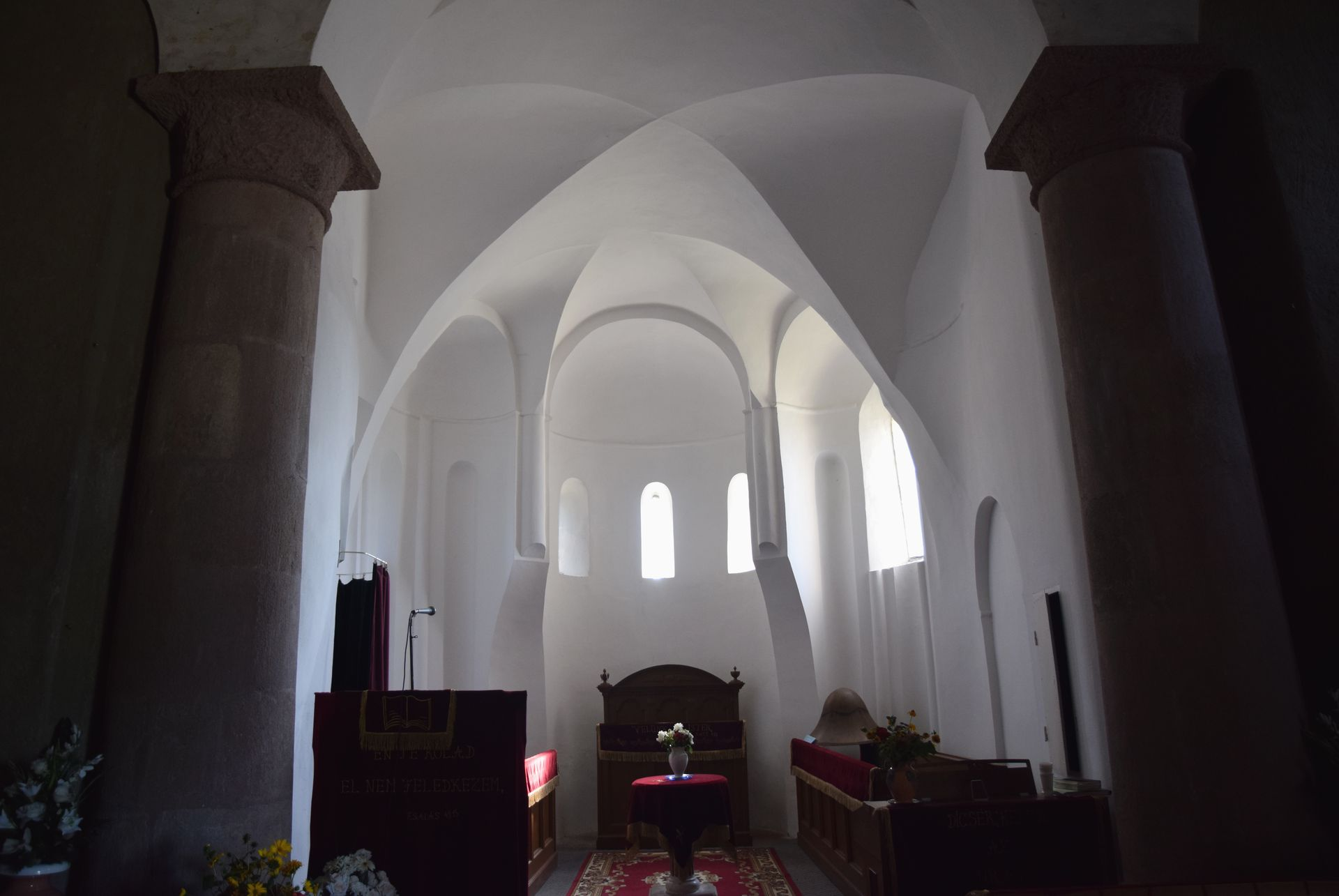
Chor und ehemalige Rundkirche

Die Kirche von Karcsa wurde im Sommer 1964 von Veronika Gervers archäologisch untersucht und in den Jahren 1968 bis 1970 von der nationalen ungarischen Denkmalschutzbehörde restauriert. Aus diesen Untersuchungen ergab sich, dass der ursprüngliche Bau des 11. Jahrhunderts eine Rotunde aus Ziegelmauern mit einem Durchmesser von 7,8 Metern war. Der Innenraum war wie in Kiszombor von sechs hufeisenförmigen Konchen gegliedert, deren östliche den Altar enthielt und etwas breiter war. Die Außenmauer bildete eine strukturelle Einheit mit den Konchen, sodass diese zur Gebäudestatik gehörten. Oben waren die Konchen mit Rundkuppeln abgeschlossen und über die Mitte spannte sich eine hexagonale Kuppel, die im 18. Jahrhundert zur heutigen Gestalt umgebaut wurde.
Da sich die Rundkirche als zu klein herausstellte, folgte im 12. Jahrhundert der Umbau der Rotunde zu einem Chor, an den ein rechteckiges Langhaus angebaut wurde. Hierbei mussten im Innern von den sechs Konchen drei abgetragen werden, während bis auf den so geschaffenen Durchgang an der Westseite die äußere Kreisform weitgehend erhalten blieb. Die einzelnen Bauphasen ließen sich durch die Ausgrabungen nachvollziehen. Im zweiten Baustadium befand sich das Kirchenschiff den Grundmauern zufolge ungefähr an der heutigen Stelle und die Rotunde diente als Chor. Zusätzlich kamen die Fundamente von zwei rechteckigen Kammern zum Vorschein, die an der Nord- und Südseite der Rotunde angebaut waren. Sie könnten als separate Kapellen gedient haben und von der Rotunde aus zugänglich gewesen sein, zumindest fanden sich Anzeichen von Durchgängen. In dieser Bauphase gab es keine Pfeiler im Kirchenschiff, das folglich mit einer hölzernen Dachkonstruktion überdeckt gewesen sein muss. Da weder Ziegel- noch Steinschutt im Umkreis der Kirche gefunden wurde, bestanden die Wände möglicherweise aus Lehmziegeln oder Stampflehm.
Ende des 12. Jahrhunderts muss sich die Bausubstanz in einem schlechten Zustand befunden haben oder die Kirche aus einem anderen Grund unbrauchbar geworden sein, denn die Wände des Kirchenschiffs wurden komplett abgetragen und an derselben Stelle mit sorgfältig behauenen Steinquadern neu errichtet. Karcsa war um diese Zeit im Besitz der Kreuzritter des heiligen Stephan aus Esztergom, die eine aufwendige dreischiffige Kirche planten, deren Fertigstellung aber durch die landesweiten Verwüstungen, die 1241 der Mongolensturm brachte, verhindert wurde. Bei der Umsetzung des Plans wäre auch die Rotunde entfernt worden. An der Stelle des Triumphbogens kamen die Fundamente von zwei Bündelpfeilern zum Vorschein. Für das dreischiffige Gewölbe waren Reihen von abwechselnd Pfeilern und Säulen vorgesehen, von denen sich Basen und Kämpfer bei den Ausgrabungen im Umkreis des Gebäudes fanden. Der Triumphbogen wurde mit Steinquadern begonnen und später mit Ziegeln weitergeführt, zur Aufstellung der mittleren Pfeiler kam es nicht. Stattdessen verband man in dieser dritten Bauphase losgelöst von der Planung auf einfache Weise das Kirchenschiff mit der Rotunde, um das Gebäude für Gottesdienste nutzen zu können.

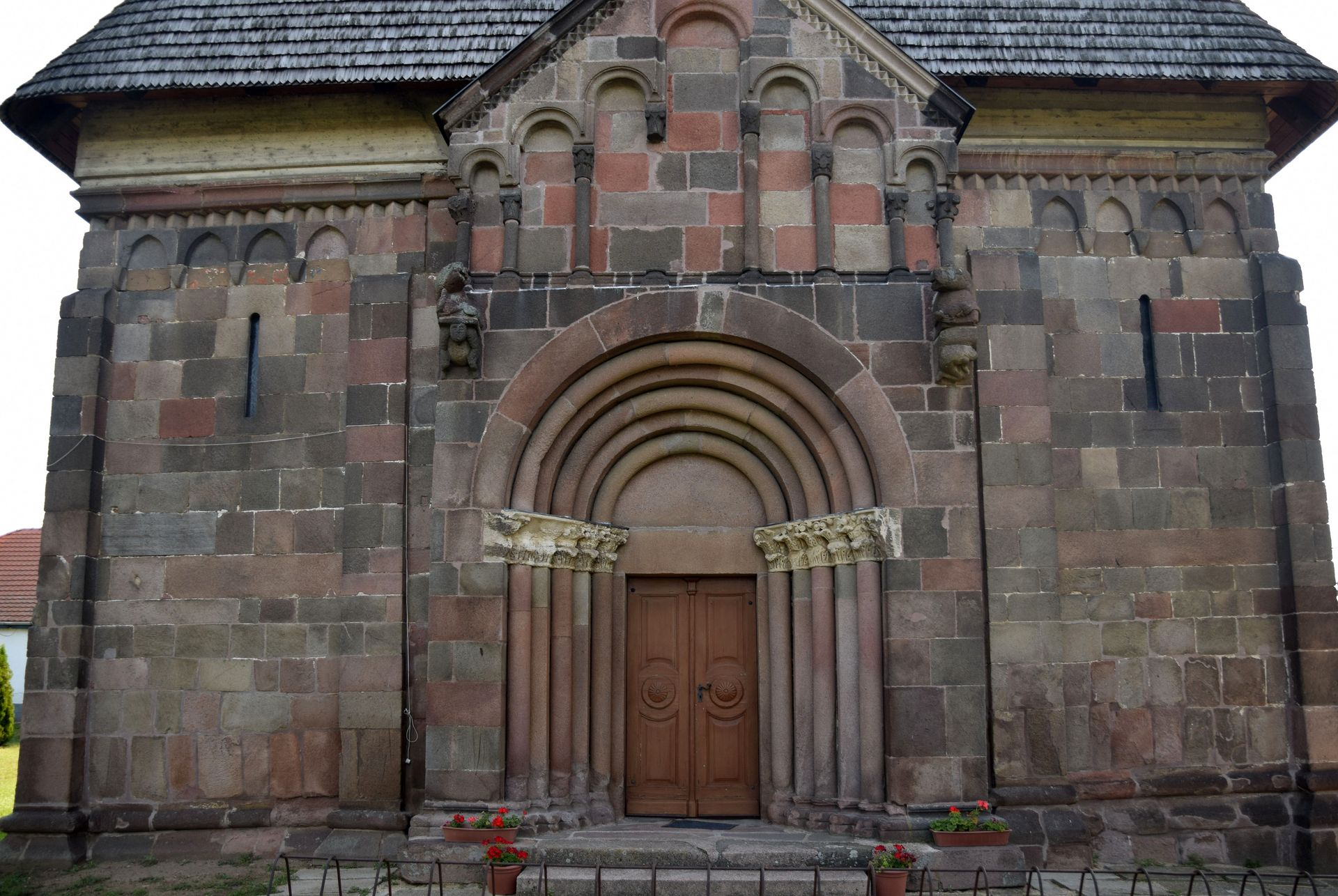
Westportal

Anfang des 13. Jahrhunderts nahm eine andere Handwerkertruppe, die unter lombardischem und französischem Einfluss stand, die Arbeiten wieder auf und prägte die Gestaltung der Südwand, des Portals an der Westwand und der Empore im Westen. Typisch für den lombardischen Stil und die Toskana sind die Fassade mit Blendarkaden und die Positionierung von zwei Löwenfiguren auf Konsolen an der Westwand seitlich über dem Portalbogen. Beide Stilelemente sind für die ungarische Romanik untypisch, ähnlich angeordnete Löwen kommen in Ungarn nur noch an der Ruine der Klosterkirche von Vérteskeresztúr im Westen des Landes vor. Das Westportal ist dagegen vom romanischen Stil in Frankreich beeinflusst. Es ist ein Stufenportal mit einem Gewände aus fünf Säulen, die mit Kapitellen abschließen und sich im Rundbogen als umlaufende Wülste fortsetzen. Das Portal wird von einem Giebel mit Stufenfries überragt, dessen Wandfläche durch gestufte Blendarkaden gegliedert ist.
Diese Bauphase blieb unvollendet. Ohne einen Kirchturm zu errichten, gaben die Handwerker Mitte des 13. Jahrhunderts ihre Tätigkeit auf und ließen bei ihrem Rückzug einiges an Baumaterial zurück. Die Gründe hierfür sind unbekannt, aber in der Volksüberlieferung kursieren etliche Legenden. Eine davon ist ein Märchen mit Feen, die einst im Karcsa-See lebten. Die schöne Königin der Feen litt unter den Nachstellungen des Fürsten der Finsternis, der die nahegelegene Burg Nagykövsed bewohnte. Seinetwegen waren die Feen gezwungen, ihren Unterwasserpalast zu verlassen. Zum Gedenken an ihren Wohnort beförderten sie den Palast ans Seeufer, wo aus ihm die Kirche von Karcsa wurde. Aber weil die Feen nur bis zum ersten Hahnenkrähen am frühen Morgen arbeiten konnten, blieb der Turm des Palastes (der Kirche) unvollendet. Jedenfalls sind den Feen die sorgfältig behauenen Steinquader zu verdanken, während es sich beim bösen Fürsten um die Mongolen handelt. Andere Legenden ranken sich um historische Ereignisse.
Was alle Legenden erklären wollen, ist der unvollendet gebliebene Zustand der Kirche. Damit hängt die Verarmung der Region zusammen, die wohl bereits vor dem Mongolensturm 1241 begann und in dem durch die Notlage des Ordens bedingten Verkauf der Kirche 1282 an die Baksa-Familie gipfelte. Die schnelle und rein zweckorientierte Fertigstellung der Kirche dürfte folglich unter der Baksa-Familie erfolgt sein.

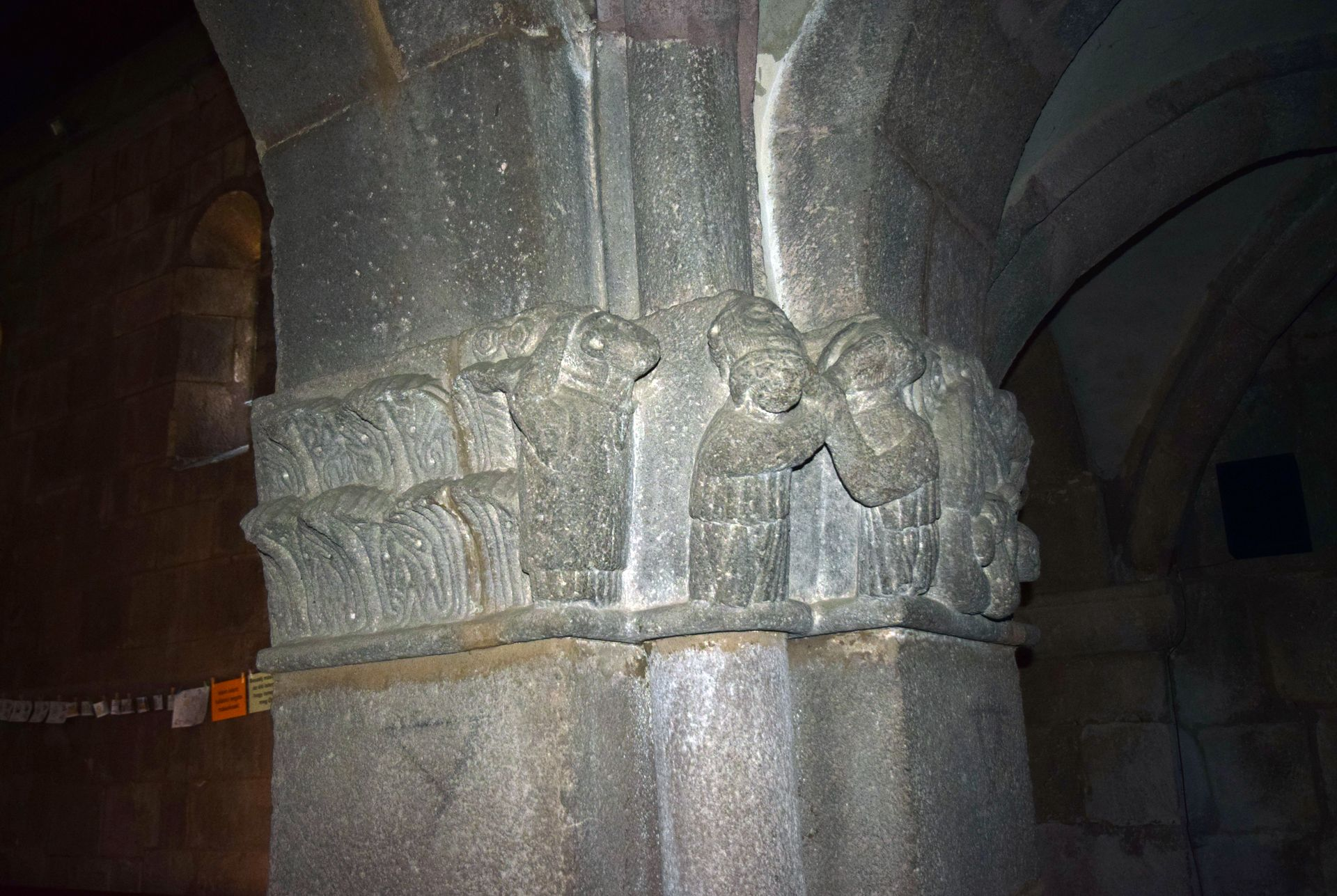
Unteres Kapitell am südlichen Pfeiler der Empore mit zwei sich streitenden Männern

Das erhaltene Kirchenschiff ist aus Naturstein und die Rotunde aus Ziegeln gemauert. Die Außenwand der Rotunde ist unterhalb der Traufe mit einem Zackenfries und darunter mit einem Rundbogenfries geschmückt. Die gesamte Fassade gliedern Halbsäulen. Die bei beiden Baukörpern weit überstehenden Dächer sind mit Holzschindeln gedeckt. Einige Meter von der Kirche entfernt steht ein freistehender hölzerner Glockenstuhl mit einer schlichten funktionalen Konstruktion.
Im Innern blieben vom dreischiffig geplanten Kirchenraum nur die beiden mächtigen Stützpfeiler erhalten, die vor der Westwand die gemauerte Herrschaftsempore tragen. Ungewöhnlich ist die Darstellung zweier sich um eine Frau streitender Männer und der Kampf von zwei Drachen am unteren Kapitell des südlichen Pfeilers der Empore. Wie bei calvinistischen Kirchen üblich, steht im Chor kein Altar. Der Pfarrer predigt von einer kleinen Plattform am Übergang zwischen Chor und Kirchenschiff.